# La Divina Commedia (Il Giro Strano)
La Divina Commedia è un album del gruppo rock progressivo Il Giro Strano. Come Inferno dei Metamorfosi, l'album si ispira all'omonimo poema dantesco.

## Il disco
Registrato tra il 1972 e il 1973 l'album, sotto evidenti influenze jazzistiche, venne pubblicato soltanto in formato CD nel 1992 dalla Mellow Records. Il disco, a livello di produzione viene spesso comparato all'omonimo dei Buon vecchio Charlie, quale venne appunto pubblicato quasi vent'anni dopo la sua registrazione.

## Tracce
1. Il 13º transistor – 12:23
2. Il corridoio nero – 11:53
3. Il vecchio Oldsea – 9:31
4. La Divina Commedia – 15:11
5. Il pianeta delle verità – 7:17

## Formazione
- Mirko Ostinet – voce
- Alessio Feltri – tastiere
- Mariano Maio – sax, flauto
- Valentino Vecchio – chitarra
- Mario Pignata – basso, chitarra
- Delio Sismondo – batteria